# Leo Mechelin
Leopold Henrik Stanislaus Mechelin (né le 24 novembre 1839 à Hamina et décédé le 26 janvier 1914 à Helsinki) est un professeur, un homme d'État, un sénateur et un réformateur finlandais.

## Biographie

### Jeunesse
À la fin du XVIIe siècle, le grand-père du grand-père du père de Leo, un fils de bourgeois de Janakkala, prend pour nom de famille Mechelinus, sa mère est originaire de Mäkkylä à Espoo.
Les récits familiaux évoquent que le nom viendrait en réalité de la ville de Mechelen en Belgique, d'où un ancêtre serait venu au XVIIe siècle.
Leo Mechelin nait à Hamina en 1839.
Son père Gustaf Johan Mechelin (1807–1863) est inspecteur des enseignements du corps des cadets de Finlande, docteur en philosophie et conseiller d'État.
La famille n'est pas riche.
Son oncle Henrik Adolf Mechelin sera sénateur.
Sa mère Amanda Sofia Costiander vient de la bourgeoisie de langue allemande de Viipuri.
En famille on parle allemand et suédois.
Son père lui apprend le russe et sa mère le français.
Il parle couramment allemand, français et russe et peut lire l'anglais mais il n'apprendra jamais à parler correctement finnois,. Sa sœur, aînée des 5 enfants, est la cantatrice Emilie Mechelin.
Leo Mechelin suit, à domicile, les enseignements de son père et en 1856, il obtient son baccalauréat.
Pendant ses études supérieures il participe activement à la vie étudiante.
Il est devenu un beau grand jeune homme au comportement sophistiqué et un musicien ainsi que d'un écrivain de talent. En mai 1858, il paraît comme chanteur dans un spectacle de satire politique Ditt och datt écrit par le comte Carl Robert Mannerheim pour le théâtre universitaire. Le spectacle contenant une raillerie du gouverneur général aura pour conséquence l'éviction du recteur de l'université Gabriel Rein. En 1860 il obtient son master.
Leo Mechelin cherche une place au bureau du gouverneur général et postule pour un poste auprès du ministre-Secrétaire d'État pour la Finlande à Saint-Pétersbourg mais ne l'obtient pas.
Il demande en mariage Augusta Ramsay la fille du général Anders Edvard Ramsay mais son père s'oppose à ce mariage car Leo est d'ascendance trop basse,.
Leo Mechelin retourne en Finlande ou il est professeur de l'école privée de filles Blomqvist.
En 1864, il est diplômé en pharmaceutique.
Le même printemps, il obtient un poste à la cour d'appel de Viipuri mais il préfère entrer comme secrétaire de la commission des finances du Sénat.
Il y restera jusqu'en 1867.
À l'automne 1865, Leo Mechelin épouse Alexandra Elisabeth Lindroos (1844–1909), dont le père Johan Henrik Lindroos (1798–1862), avait été le bourgeois le plus riche d'Helsinki.
Leur seul enfant, Cely Mechelin (1866–1950) sera une figure connue des mouvements féministes.
Les propriétés héritées Johan Henrik Lindroos serviront de base pour les activités commerciales de Mechelin et cet héritage aidera aussi son passage vers la politique, car à cette époque les plus riches disposaient de plus de voix aux votes du conseil et pour les élections de la bourgeoisie,.
Après son mariage et jusqu'en 1902, Leo Mechelin habite dans un immeuble appartenant à la famille Lindroos au 16, rue Fabianinkatu à Helsinki,.
Durant ses dernières années d'existence, il habite l'Immeuble Grönqvist, situé dans le même quartier.

### Avant sa carrière politique

#### Banquier et professeur
J. H. Lindroos était le plus grand actionnaire de la banque d'affaires fondée en 1862, la Suomen Yhdyspankki (SYP).
Mechelin lui-même possédera 1 200 actions soit 4 % de la banque.
De 1867 à 1872 est membre du comité de direction de la banque mais il refuse en 1872 la proposition qu'on lui fait d'en devenir directeur et opte pour une carrière académique.
Les deux années suivantes il écrit deux thèses. En 1873, il est diplômé en sciences pharmaceutiques et 1867–1872 il soutient sa thèse de doctorat en droit.
En 1874 il devient professeur de droit de l'université d'Helsinki.
Il gardera ses fonctions de professeur après sa nomination comme sénateur jusqu'en 1882.
De 1877 à 1882, il sera en plus professeur d'économie.
De 1893 à 1896, Mechelin redevient membre du comité de direction de la banque SYP et de 1898 à 1903 il en est le président du conseil de surveillance.
Mechelin gère aussi plusieurs manoirs de l'héritage de Lindroos comme le manoir de Puotila à Helsinki et le manoir de Löyttymäki à Janakkala.

#### Nokia
En 1871, il crée la société Nokia avec son compagnon de chambre universitaire l'ingénieur Fredrik Idestam.
Quand Idestam fonde la première usine de pâte à papier à Tampere, Mechelin lui trouve le financement par sa riche belle-mère Cecilia Lindroos.
En 1867 Idestam décide de développer son activité, Mechelin achète, au nom de Lindroos, le manoir de Nokia dont les terres ont des rapides qui offrent les sources d'énergie nécessaires à la nouvelle usine de pâte.
En 1871 Nokia devient une société par actions, qui rachète le manoir de Lindroos.
La réunion de création de Nokia a lieu le 7 février au domicile de Mechelin à Helsinki et en tant que deuxième actionnaire après Idestam il entre à la direction de Nokia.
Par la suite Leo Mechelin aura un rôle d'organisation financière qui sera facilité par sa position de directeur de la banque SYP
Mechelin est membre de la direction de Nokia pendant le périodes 1871–1882, 1898–1903 et 1913–1914, et de 1898 à 1903 il en est le président.
Visionnaire à long terme il influencera la mutation des usines de l'énergie hydraulique à l'énergie électrique.
Cette mutation sera ralentie par le conservatisme des actionnaires et l'incrédulité d'Idestam.
Le nouveau directeur nommé en 1895, son neveu Gustaf Fogelholm se montrera plus innovateur.
Nokia réussira remarquablement et Mechelin tirera des revenus substantiels de ses actions.
Il cédera pourtant une grande partie de ses actions et dépensera une grande partie de ses avoirs dans des opérations de communication ayant pour objectif de faire connaître la Finlande à l'étranger.
À son décès il lui reste 300 000 marks mais plus de biens immobiliers.

## Le politicien libéral

### Jeune journaliste (années 1860)

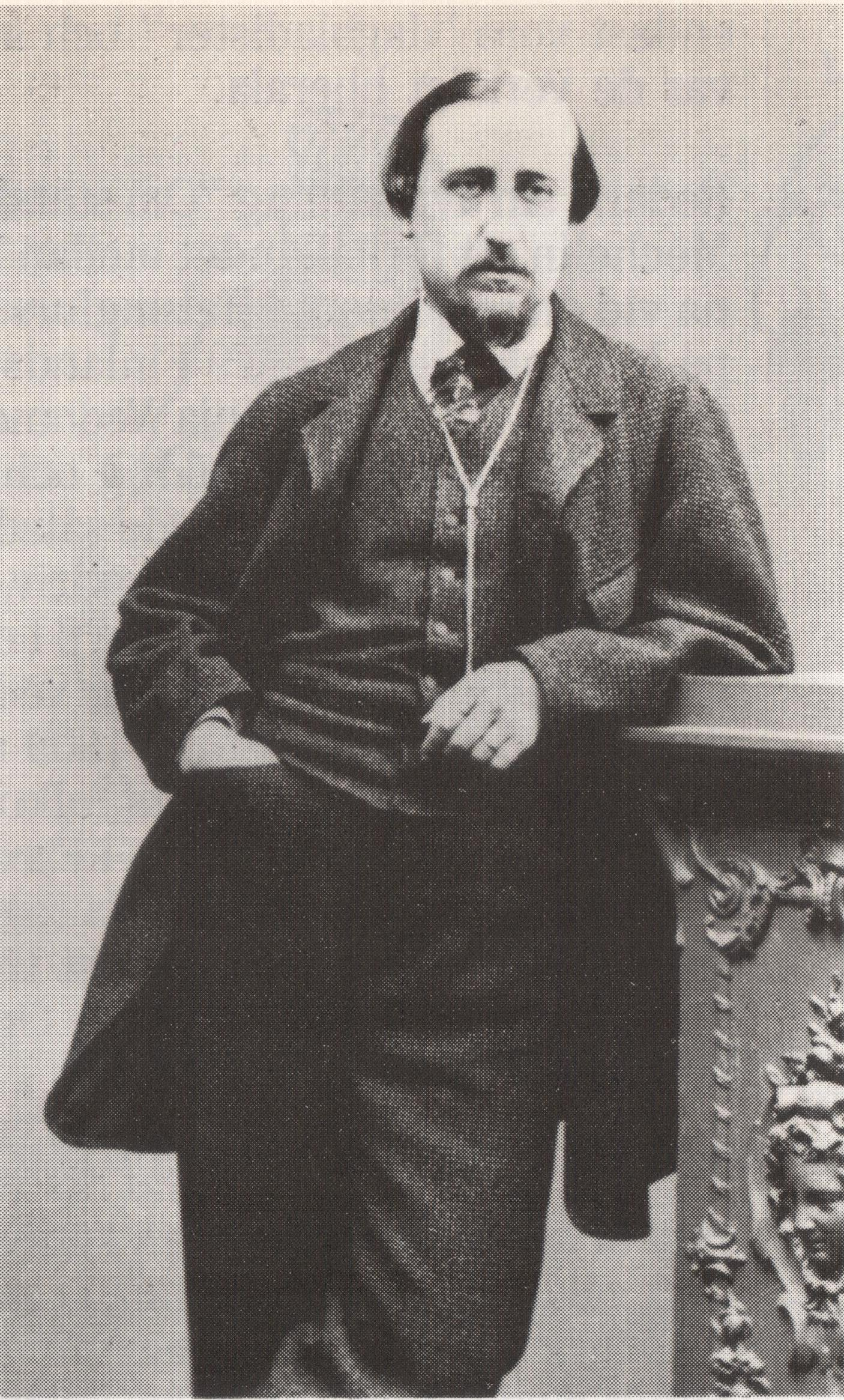
Leo Mechelin en 1866.

La jeunesse de Leo Mechelin se déroule à l'époque de l'éveil de la vie politique finlandaise.
Adolescent déjà il est membre d'un groupe de suédophones libéraux auquel appartiennent entre autres Carl Gustaf Estlander, Ernst Linder, Carl Mannerheim, Robert Montgomery et August Schauman.
Le groupe connu dans l'histoire de la Finlande sous le nom des dagbladistes, bien que Johan Vilhelm Snellman les appelait en 1858 sans effusion de sang, car ils n'étaient pas intéressés par les aspirations nationales des Fennomanes.
Un événement décisif pour la pensée de Mechelin sera le débat autour du Comité de janvier (fi) au début du printemps 1861.
Sous l'influence de son père, il n'a toutefois pas ouvertement participé aux protestations contre le Comité.
À l'automne 1861, les jeunes libéraux fondent le magazine éphémère Barometern (fi) dont Leo Mechelin sera journaliste et Ernst Linder le rédacteur en chef.
Dès l'automne 1860, Leo avait écrit dans le journal Papperslyktan édité par August Schauman.
Au début 1862, on fonde Helsingfors Dagblad dont Leo Mechelin sera propriétaire et dirigeant jusqu'en 1884 sans appartenir au comité de rédaction.
Cependant il aide le journal et y écrit de temps en temps des articles sur des questions nationales et internationales.
Durant de son voyage d'études à Paris en 1866 il envoie des rapports critiques sur le gouvernement de Napoléon III
Les ”Dagbladistes” mettent en relief les différences entre la Finlande et la Russie et poussent à des réformes libérales de la politique intérieure, plutôt dans un esprit élitiste.
En 1876, les libéraux fondent sous la direction de Leo Mechelin le journal Finsk Tidskrift.

### L’ascension vers la politique nationale (années 1870)

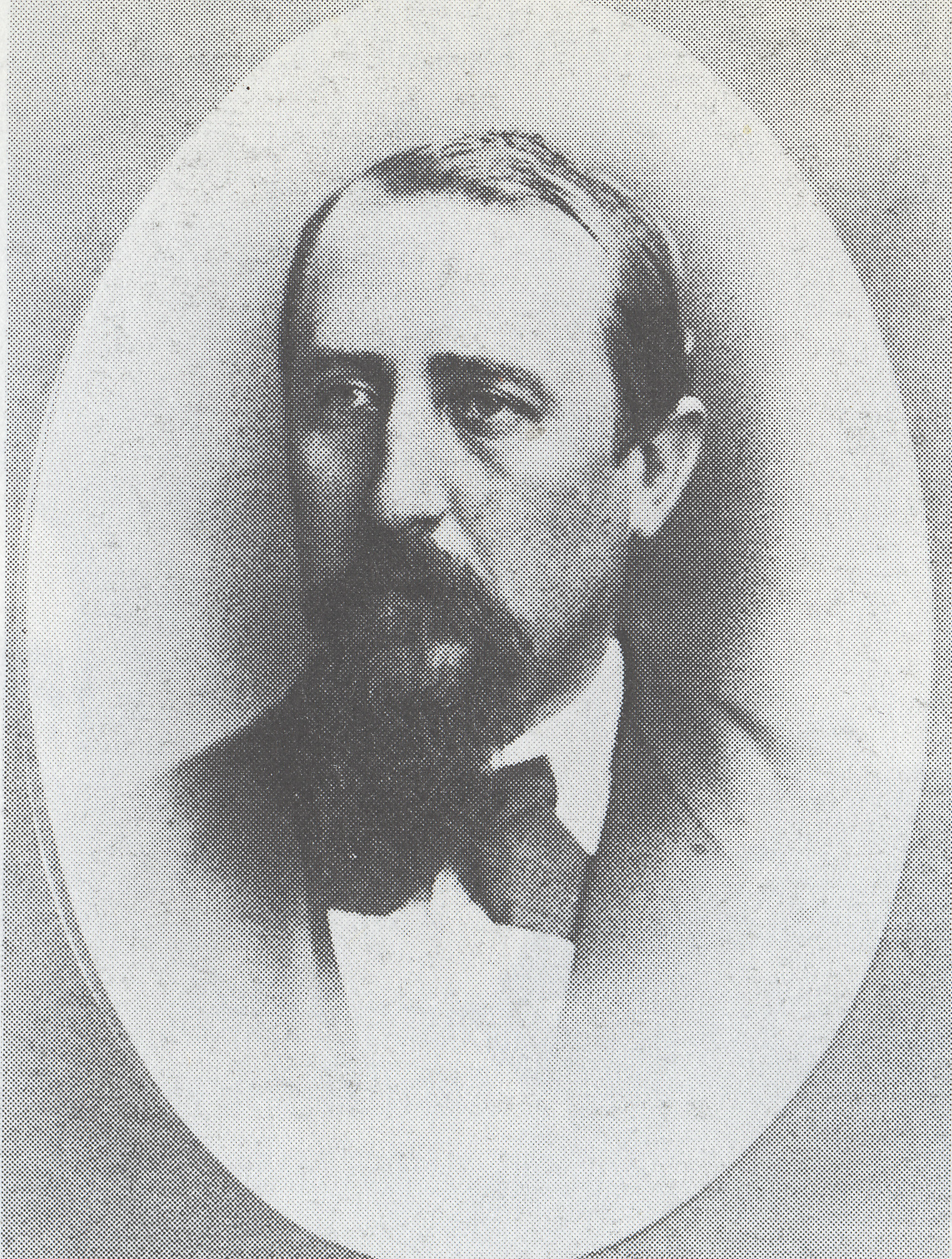
Leo Mechelin en 1875.

Dès 1867 Leo est secrétaire du comité de conseil de la Diète de Finlande.
Il est élu représentant de la bourgeoisie pour le congrès de la Diète de Finlande de 1872.
En 1875, il est aussi membre du premier conseil municipal d'Helsinki et en est élu président.
Il sera conseiller de 1875 à 1878 puis de 1891 à 1899. Il en sera président de 1875 à 1876, en 1878 et de 1892 à 1899.
En 1876, Leo Mechelin en tant que représentant de la ville d’Helsinki est l’administrateur d’une grande exposition industrielle que visitera Alexandre II en famille.
En récompense de la réussite de la visite Leo Mechelin est élevé, le 27 juillet 1876, au rang de chevalier de la noblesse de Finlande (fi),.
Il participe à presque tous les congrès de la Diète de Finlande en tant que président du Comité des finances et sera de 1877 à 1882 membre du conseil de la Banque de Finlande.
Au cours des années 1870 Mechelin augmente son poids de politicien finlandais d'orientation libérale.
Grâce à ses initiatives et à son réseau relationnel étendu il a très rapidement une grande influence dans la vie politique.
À la Diète il est un orateur talentueux et travaille avec acharnement à écrire des présentations.
Mechelin est membre de la commission de l'or dont on suivra en 1877 la proposition de lier le Mark finlandais à l'étalon-or.
Il dirige aussi le comité qui élabore la loi de liberté du commerce de 1879, et de 1879 à 1880 il est membre du comité de la fiscalité.
En 1877, il écrit le premier budget de l'État dont il a préconisé la mise en œuvre.
On dit aussi que le contenu de la loi de 1878 sur le service militaire est en grande partie l’œuvre de Mechelin, même si on se souvient de lui comme un pacifiste,.
Une carrière dans la banque, un poste de professeur d'économie à temps partiel et un fort investissement dans différents comité procurent à Mechelin une expertise globale en particulier sur les questions économiques. Ses connaissances théoriques approfondies du fonctionnement des marchés de capitaux ont été très utiles au « comité de l'or ».
Grâce à ses relations internationales il aura une grande influence sur le développement du marché des obligations dans les dernières décennies du XIXe siècle,.

### Sa ligne politique et sa vision de la situation de la Finlande
Dans sa thèse qu'il soutient en 1873, préparée à Berlin et à Vienne et intitulée Om statsförbund och statsunioner (”des coalitions d'États et des unions d'États”), Mechelin présente sa doctrine de constitution de la Finlande.
Selon sa doctrine, la Finlande est un État souverain qui appartient à l'empire russe en vertu d'un accord mutuel.
Selon Mechelin, la Finlande appartient en même temps économiquement et culturellement à l'Occident, de sorte que les spécificités de son développement économique et de son système juridique doivent être préservées.
L'institution de droits sociaux garantis par la constitution est un point très important pour Mechelin qui choisit d'inscrire sur le blason de noblesse familial le slogan pro lege (pour la loi).
Dans les années 1870, les libéraux suédophones sont plus en opposition avec les fennomanes en ce qu'ils veulent en priorité protéger le droit constitutionnel et voient la question linguistique comme secondaire.
Dans sa thèse Mechelin considère que les Finlandais ont formé une communauté politique basée sur la constitution et indépendante de la langue.
Il voit aussi la nation comme facteur historique et politique, mais pas la nation telle que la voient les fennomanes.
À l'automne 1874, il polémique dans les journaux avec le fennomane Agathon Meurman au sujet des questions linguistiques et nationales.
Pour les relations institutionnelles entre la Russie et la Finlande, Mechelin vise la centralisation des pouvoirs dans les institutions finlandaises, en particulier vers la Diète de Finlande.
Il souhaite aussi que la préférence soit donnée aux entreprises privées et au développement industriel dont il pense qu'il apportera le progrès économique et social.
Il est un défenseur du libéralisme économique et du libre-échange.
Mechelin défend aussi la liberté religieuse.
En 1872, il propose à la Diète la levée de l'interdiction de l'immigration des juifs, afin que des juifs cultivés et brillants puissent venir développer l'économie.
Dans sa soutenance devant la Diète, il en souligne l’intérêt pour le pays et remarque que les juifs incultes immigreront dans tous les cas.
Bien que sa proposition est rejetée, Mechelin continuera pendant des années à défendre sa position devant la Diète, au Sénat et au Synode de 1886.
Finalement c'est en 1917 que les droits civils des juifs deviendront une réalité en Finlande.

### le Parti libéral et sa carrière de sénateur (1880-1890)

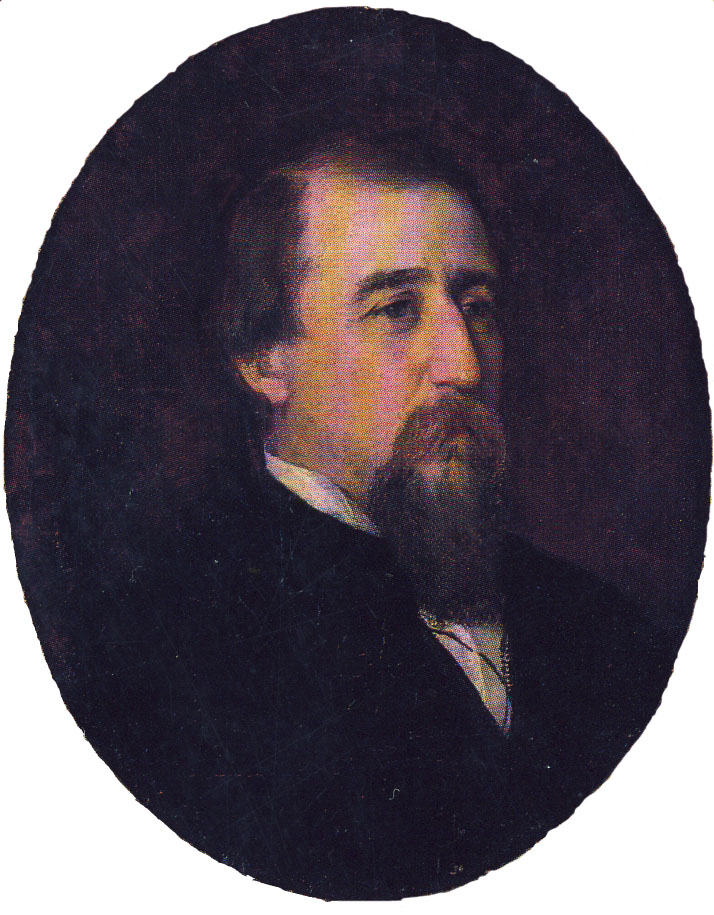
Portrait de Mechelin réalisé à la peinture à l'huile par Maria Wiik, années 1880.

Les libéraux dagbladistes essayent de se créer un espace, au milieu de la querelle linguistique, en fondant le Parti libéral de Finlande (1880) (fi), dont le programme, publié le 5 décembre 1880, est principalement rédigé par Mechelin.
C'est le premier programme écrit d'un parti politique en Finlande,.
Idéologiquement, le programme du libéralisme classique appelle à démanteler la régulation économique et à protéger le système juridique, la liberté de la presse, la liberté religieuse, et à renforcer le pouvoir de l'assemblée nationale,.
Conformément à la position de Mechelin, le programme minimise la controverse linguistique et l'on souhaite une position égale pour les deux langues nationales et l'on demande que les relations finlando-russes soient réglées par des lois constitutionnelles.
Johan Vilhelm Snellman rejette publiquement le programme, car à son avis, pour protéger l'avenir du pays, on a besoin d'une société basée sur la langue finnoise et il ne faut pas croire dans la permanence des lois.
Par son style, le programme du parti libéral est démodé et son esprit issu des époques politiques élitistes.
Du point de vue de la classe supérieure suédophone, l'esprit paternaliste du programme ne fait pas appel à la populace de langue finnoise.
Le programme ne conduit pas à l'extension du droit de vote ou à plus de démocratie et pour les questions sociales il est presque de droite.
À l'automne 1880, on spécule sur le fait que Mechelin serait candidat des libéraux à la fonction de Ministre-Secrétaire d'État comme remplaçant de Emil Stjernvall-Walleen qui doit prendre prochainement sa retraite.
À la fin 1880, le poste d'assistant du Ministre-Secrétaire d'État est ouvert mais et on y nomme Theodor Bruun, de sorte que l'année suivant ce dernier prendra la fonction de ministre-secrétaire d'État à la suite de Stjernvall-Walleen.
Lors des élections de la diète de 1882 (fi) le parti libéral obtient de meilleurs résultats que les partis linguistiques et obtient la majorité des représentants de la bourgeoisie.
En conséquence, la même année, le nouveau Gouverneur général Fjodor Heiden nomme Mechelin à la commission économique du sénat.
En même temps il y nomme aussi le fennomane Yrjö Sakari Yrjö-Koskinen,.
Cependant il n'a pas été possible de briser la barrière de la langue et le soutien au parti libéral chute rapidement.
Le parti disparaît après 1885, quand la menace de la montée des partis finnois pousse les libéraux suédophones à se réfugier au mouvement svecomane,.
Mechelin sera alors longtemps indépendant, mais les Finnois le classeront svecomane.

## La Finlande autonome

### Précis du droit public du Grand-Duché de Finlande (1886)
En 1885, à la demande de Theodor Bruun, Mechelin écrit avec Karl Gustaf Ehrström et Robert Montgomery une présentation du statut juridique de l'État finlandais, qui était destiné à éclairer les autorités russes. Comme la présentation est basée sur la doctrine de l'existence d'un État de Finlande, Theodor Bruun, et le gouverneur-général Fjodor Heiden en sont très insatisfaits, et Heiden en interdit de publication,.
En 1885 Heiden a formé le Comité Weissenberg chergé de codifier les lois de Finlande.
Mechelin décide de publier en son nom sa propre présentation à l'étranger afin d'aider à mieux faire connaitre la Finlande en tant qu'État.
Le résultat, est le pamphlet édité en 1886 Précis du droit public du Grand-Duché de Finlande, où il a précisé et étendu le modèle qu'il a présenté dans sa thèse et où il a développé sa théorie dite de l'Union.
Dans sa présentation Mechelin fait valoir que lorsque le tsar Alexandre Ier s'est engagé devant la Diète de Porvoo à maintenir les termes de la constitution suédoise, il a reconnu l'État finlandais, et qu'a ce moment a pris naissance un contrat juridico-politique engageant aussi ses successeurs.
Ainsi, bien que le tsar est autocrate en Russie, il peut diriger la Finlande comme Grand-Duché seulement dans les limites de la constitution finlandaise.
c'est-à-dire que la Finlande est à sa façon un État séparé en union réelle ou en union personnelle avec la Russie mais pas une partie de la Russie.
Selon cette logique, le manifeste de février est en partie illégal.

### Du Manifeste de la Poste au citoyen influent (1890-1899)
L'intensification du nationalisme et de l'impérialisme russe durant le règne d'Alexandre III on conduit à relier plus étroitement les "pays frontières" comme la Finlande à la mère-patrie.
Cependant, Leo Mechelin considère la loi Finlandaise et les priviléges comme un tout qu'il faut conserver en l'état dans son intégralité.
Il produit une grande partie des avis du Sénat dans lesquels on s'oppose à la mise en conformité des organisations financière, douanière et postale de la Finlande avec leurs homologues russes.
Indigné par la lecture de ces notes, le Tsar Alexandre III note en marge de la présentation la question provocatrice: "Est-ce la Russie qui appartient à la Finlande ou la Finlande à la Russie ?".
Quand le Manifeste de la Poste (fi) est promulgué en 1890, Mechelin démission du Sénat en signe de protestation,,.
Bien que d'autres hauts fonctionnaires démissionnent simultanément, Leo Mechelin devient le centre des attentions probablement à cause de la visibilité de ses activités militantes antérieures.
C'est ce combat juridique pour la Finlande qui lui donnera l'image d'une personnalité au-dessus des partis politiques.
En Russie on commence à le considérer comme l'un des principaux séparatistes finlandais.

## L'homme d'état des périodes d'oppression russe

### La première période d'oppression (1899–1905)
En 1899 Mechelin est le premier Finlandais mis au courant du contenu du Manifeste de février grâce au Ministre-Secrétaire d'État Victor Napoleon Procopé (fi).
Il ne peut cependant rien faire concrètement à ce sujet.
Au début, il pense impossible de s'opposer à la promulgation de la loi en Finlande, mais il change bientôt d'avis,.
Après la promulgation du Manifeste de février, Mechelin devient dirigeant des Constitutionnalistes et leur figure de proue comme en témoignent les ovations venant des milieux constitutionnalistes lors de son 60e anniversaire en novembre 1899.
Il ne participe pas directement au recueil des signatures pour la Grande pétition (fi), mais il en met en forme le texte final à partir de l'avant-projet de Wilhelm Chydenius.
À l'automne 1900, comme première action d'organisation de la résistance, il crée des comités pour l'organisation de la propagande nationale et internationale.
Ces comités sont connus sous le nom de Comités Mechelin, car il en a proposé la création.
Les partisans de la résistance passive s'organisent en août 1901 lors d'une réunion tenue au manoir de Tuurholma.
Mechelin y adresse au Tsar la première pétition contre la "loi sur la conscription et le service militaire".
Cette pétition a recueilli 473 468 signatures, c'est-à-dire presque autant que la Grande pétition (fi),.
Plus tard, on fondera Kagaali l'organisation secrète de la résistance, avec laquelle coopéreront les Comités Mechelin.
Leo Mechelin coopère personnellement avec Kagaali, mais il n'apprécie pas que la direction de la résistance passive passe aux mains des plus jeunes.
Sur sa proposition on fonde en janvier 1903, le "conseil des anciens", dont il fera partie, afin d'examiner les questions de principe relatives aux activités concrètes de Kagaali.
Ayant reçu les pleins pouvoirs, au printemps 1903 le gouverneur-général Nikolai Bobrikov expulse de Finlande les dirigeants Constitutionnalistes.
En août 1903, pendant un séjour de Mechelin à Stockholm, il est déclaré Persona non grata et le versement de sa retraite de sénateur est interrompu.
Il garde cependant les dividendes de ses actions de Nokia.
En exil, Mechelin noue des relations avec des libéraux russes, du Parti constitutionnel démocratique, résidant en Allemagne, dont il espère qu'ils accéderont au pouvoir en Russie et pour lesquels il écrit une proposition de Constitution pour la Russie,.
Ce projet de constitution, d’une centaine de pages, écrit par Mechelin est introduit en contrebande en Russie.
En 1905, Mechelin développe aussi une coopération avec Serge Witte qui deviendra rapidement premier ministre de Russie.
En dehors de l'activisme des années d'oppression (fi), Mechelin se refuse à coopérer avec les partis révolutionnaires ou socialistes russes, car il a une position politique de centre droit.
Et il est opposé à toutes les formes de subversion, car il croit à la force de la loi et du droit
D'autre part, les Bolcheviks intériorisent les doctrines constitutionnelles de l'État finlandais et Lénine, lui-même, publie dans sa revue l'intégralité du texte de la pétition contre la "loi sur la conscription et le service militaire" rédigée par Mechelin.
D'un autre côté, la direction autoritaire, par Mechelin, des Constitutionnalistes éveille aussi des oppositions, par exemple quand il s'interdit tout activisme violent.
En particulier, les désaccords entre les lignes politiques de Mechelin et de Konni Zilliacus s'aggravent au cours de l'année 1904.
Zilliacus décide alors de créer le Parti de l'opposition active de Finlande (fi).
Après le décès de Nikolai Bobrikov, la diète est à nouveau réunie en fin d'automne 1904 et on autorise le retour d'exil des représentants de la Diète.
Le 5 décembre 1904, une foule en liesse acclame Mechelin à son retour d'exil, et lui fait un accueil de héros.
À la réunion de la Diète, les Constitutionnalistes recueillent la majorité ds voix.
Mechelin rédige, à l’attention du Tsar, la "grande requête" qui demande le retour à l'état constitutionnel et il en négocie les termes avec Ivan Obolenski et Serge Witte à Saint-Pétersbourg.
En conséquence, en mars 1905, le Tsar accepte d'abandonner l'obligation de service militaire en échange des Millions des militaires (fi) et de retirer les pleins pouvoirs au Gouverneur-Général.
En échange, Mechelin et les Constitutionnalistes acceptent que les représentants de l'opposition russe cachés en Finlande soient emprisonnés et renvoyés en Russie.
En particulier, à la déception des organisations de travailleurs, pendant les réunions de la Diète des années 1904-1905 les Constitutionnalistes des états de la noblesse et de la bourgeoisie freineront par exemple le traitement de l'affaire du droit de vote en se retranchant derrière la primauté du droit,.

### Mechelin au sommet de son pouvoir (1905–1906)
En mars 1905, pendant la Grande grève de 1905 les Constitutionnalistes se regroupent et le 1er novembre Mechelin va remettre au Gouverneur-général Ivan Obolenski une déclaration sur la base de laquelle le Tsar publiera le manifeste de novembre (fi) trois jours plus tard.
Le même jour une réunion populaire sur la place de la gare centrale nomme un nouveau gouvernement pour la Finlande dont Mechelin est l'un des membres.
Mechelin rassure les dirigeants russes sur le fait qu'il est en mesure d'endiguer le bouleversement social en Finlande.
Le 1er décembre 1905, Mechelin est nommé vice-président de la commission des finances du Sénat.
R. A. Wrede est nommé à la direction de la commission juridique.
Ce Sénat de Mechelin (fi) formé par les Constitutionnalistes est considéré comme le premier gouvernement politique de Finlande, et il a, différemment de ses prédécesseurs, rédigé un programme.
C'est le premier Sénat dont la liste des membres est donnée telle quelle au Tsar pour approbation.
Le sénat a pour la première fois un membre social-démocrate Juho Kyösti Kari (fi) car Mechelin cherche à regrouper tous les partis favorables à sa position constitutionnaliste.
Symboliquement il tient son discours programmatique en finnois et renforce l'utilisation de la langue finnoise pour les procès verbaux du Sénat.
En réalité le finnois a été utilisé en premier par le Sénat de Streng (fi) un peu plus tôt la même année.
Les Vieux Finlandais traitent le Sénat de Mechelin (fi), dirigé par les suédophones, d'antinational et de réactionnaire.
Dans le monde des travailleurs, on est aussi mécontent de la façon dont Mechelin et les autres "Messieurs" ont décidé sans eux de lancer la Grande grève en poursuivant leurs propres objectifs, et le Sénat de Mechelin est appelé le Sénat des lanceurs de balles (kuularuiskusenaatiksi),,.
Les Constitutionnalistes sont au sommet de leur pouvoir en 1905–1906, à cette époque Mechelin gouverne la pays avec le Gouverneur-général Nikolaï Nikolaïevitch Gerhard et en bonne entente avec le gouvernement russe de Serge Witte.
La brièveté de la période d'esprit libéral en Russie fera que seule une partie des réformes pourra se réaliser en Finlande.
La plus importante réforme accomplie est la mise en œuvre du suffrage universel.
En 1885, Leo Mechelin avait défendu au sénat un système électoral où les personnes à hauts revenus pouvaient obtenir jusqu'à 25 voix supplémentaires, alors que les fennomanes avaient exigé de diminuer ce nombre à 10 voix.
Mais les temps ont changé, la nouvelle organisation de la Diète de 1906 (fi) et la loi électorale sont préparées par un comité dirigé par Robert Hermanson (fi).
Il en résulte une proposition radicale qui comprend le droit de vote des femmes et la mise en place d'une assemblée monocamérale.
Bien que Mechelin exprimait encore des réserves quant à la Chambre monocamérale et au droit de vote des femmes, il utilise son autorité pour que les deux projets de loi passent au Sénat et défend la proposition de loi autant devant le comité de vérification russe que devant la Diète.
En particulier, les sénateurs juristes Mechelin, Ståhlberg et R. A. Wrede soulignent que le droit de vote des femmes et le droit de vote sont inséparables,
Les projets du sénateur Mechelin se réalisent l'été 1906 avec une loi précisant la liberté d'expression, la liberté de la presse et la liberté de réunion.
Le Tsar a refusé d'approuver les lois sur la liberté de la presse et la liberté syndicale ainsi que la loi sur le droit du parlement à contrôler la légalité des actions du gouvernement.
Mechelin participe à la tentative de mettre en place une nouvelle forme de gouvernement qui préserverait la constitution de la Finlande.
Pour cela il a préparé secrètement en 1904 un texte de présentation.
Ce projet est soutenu par Robert Hermanson (fi) et Wrede.
La présentation au Sénat est prête pour l'été 1907, mais le nouveau premier ministre de la Russie Piotr Stolypine empêche sa présentation au Tsar, car il ne tolère pas les tentatives de limiter le pouvoir du monarque.
La présentation servira cependant de fondation aux travaux du comité constitutionnel de Ståhlberg en 1917.

### Ses dernières années (1907–1914)
Lors des élections législatives de mars 1907, les Constitutionnalistes s'en tirent moins bien que prévu.
Ils ne reçoivent pas le soutien populaire qu'ils espéraient.
La victoire électorale va aux Parti social-démocrate et les représentants de la ligne conciliante que sont les Vieux Finlandais, le Parti populaire suédois et le Parti jeune finnois n'obtiennent ensemble qu'un quart des sièges du Sénat. Le sénat de Mechelin se transforme en gouvernement minoritaire,.
Dans le nouveau contexte politique d'après la grande grève, le libéral Mechelin en veut à la nouvelle,.
Les Parti social-démocrate sont déçus par le Sénat de Mechelin et utilisent leur droit d'interpellation au printemps 1908, en critiquant son apathie dans les réformes et pour la défense de la position de la Finlande.
Une motion de censure déposée à l'assemblée par les Parti social-démocrate passe grâce à l'abstention des Vieux Finlandais,.
Le Sénat de Mechelin aurait le droit de continuer mais il propose librement de se dissoudre dans un esprit parlementariste.
Cependant le Tsar s'oppose à cette proposition et préfère dissoudre l'assemblée nationale.
En mai le Tsar accepte la démission de Mechelin et de quatre autres sénateurs car on souhaitait mettre à l'écart les anciens Constitutionnalistes pour ouvrir la voie à une nouvelle vague de russification.
La deuxième période d'oppression débutera très vite.
Après sa mise à l’écart du Sénat, Mechelin adhère finalement au Parti populaire suédois et se présente pour entrer au parlement aux élections législatives de 1910 (fi).
Il obtient le plus grand nombre de voix du pays et devient le plus ancien membre du parlement,.
Mechelin est député pendant ses dernières années d'existence et sera président de la commission constitutionnelle en 1910 et 1913.
À la diète de 1913, il propose avec Wrede, un projet de nouvelle constitution qui ne débouchera jamais.
Mechelin continuera à écrire et concevra un ouvrage traitant des questions de la paix.
À l'automne 1913, il est atteint par une maladie rénale qui l'emporte le 26 janvier 1914.
Son inhumation au Cimetière de Hietaniemi sera une fête populaire d’une ampleur jamais vue auparavant, comme manifestation symbolique contre la russification.
Sa tombe sera décorée de 600 couronnes.
Selon Tekla Hultin « En mourant, il a aussi servi la cause qui l'a fait vivre ».
Le souvenir du défunt rassemblera la Finlande conservatrice.
Après le décès de Mechelin, Cely Mechelin fera don de ses meubles et de sa bibliothèque au Musée municipal d’Helsinki.

## Publications de Leo Mechelin

### En français
- Précis du droit public du Grand-Duché de Finlande, J. C. Frenckell, 1886 (lire en ligne)
- La Constitution du Grand-Duché de Finlande, Société nouvelle de librairie et d'édition, 1900 (lire en ligne)
- Documents concernant un conflit entre les gouvernements de Russie et de Finlande. 1909, J. Simelii, 28 p.

### En suédois
- Öfversigt af svenska riksrådets statsrättsliga ställning från Gustaf I till 1634 (thèse de doctorat). 1873
- Om statsförbund och statsunioner I (thèse de professorat). 1873
- Storfurstendömet Finlands grundlagar jemte bihang. 1876
- Kort framställning af Storfurstendömet Finlands statsförfattning och förvaltning. 1885
- Står Finlands rätt i strid med Rysslands fördel?: ett inlägg i tidens frågor . 1890
- Finland i 19de seklet: framstäldt i ord och bild af finska skriftställare och konstnärer. 1893 (ed.)
- Finlands grundlagars innehåll. 1896
- Olika meningar i rysk-finska frågor: en granskande öfversikt. 1908
- Den ryska lagen af den 17 (30) juni 1910. 1910
- Valda tal : högtids- och minnestal. 1915

### En allemand
- Das Staatsrecht des Grossfürstenthums Finnland. Fribourg 1889

## Galerie

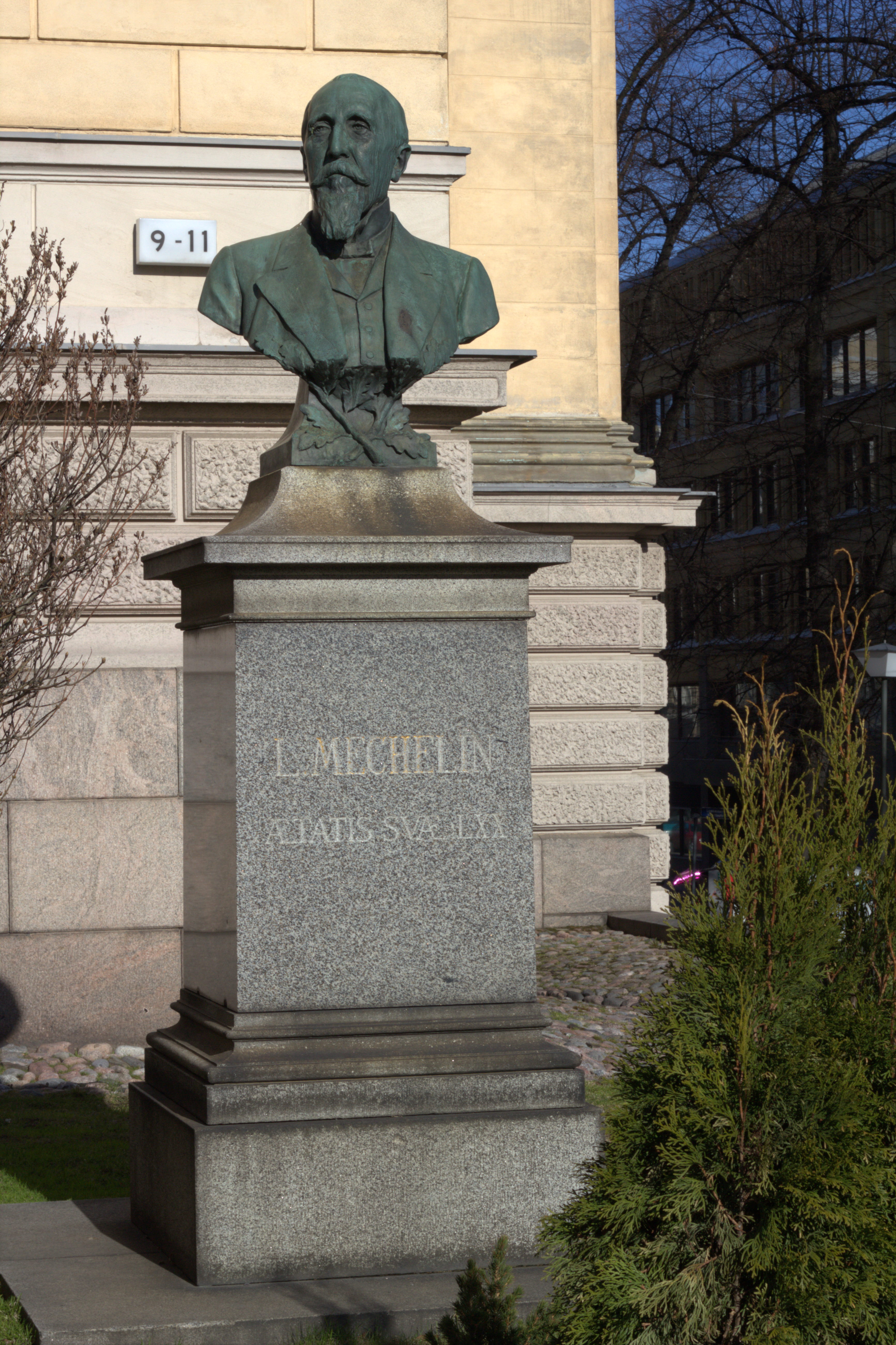
Statue de Leo Mechelin sculptée par Walter Runeberg et érigée en 1943 devant la Maison des États
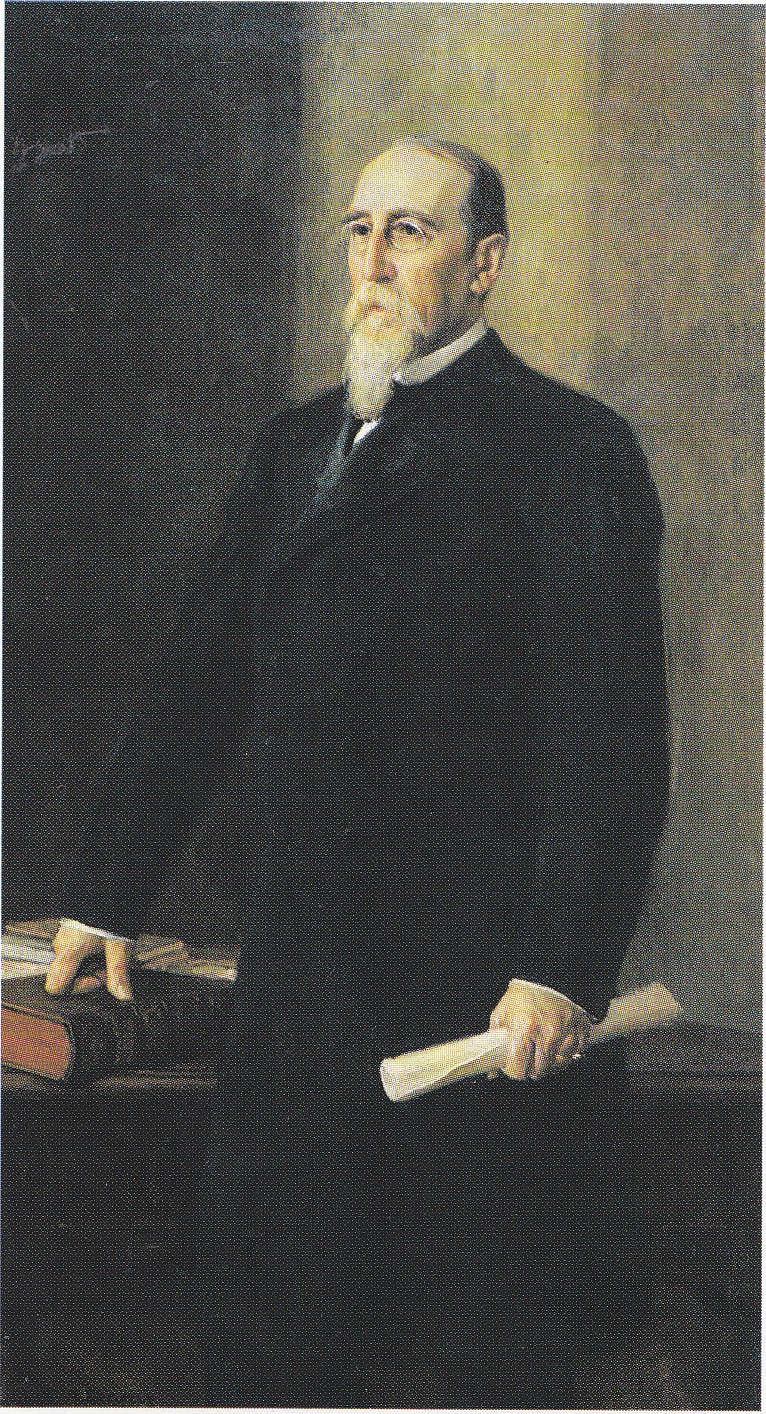
Portrait de Leo Mechelin peint par Albert Edelfelt en 1901.